# Reinhold Hoberg

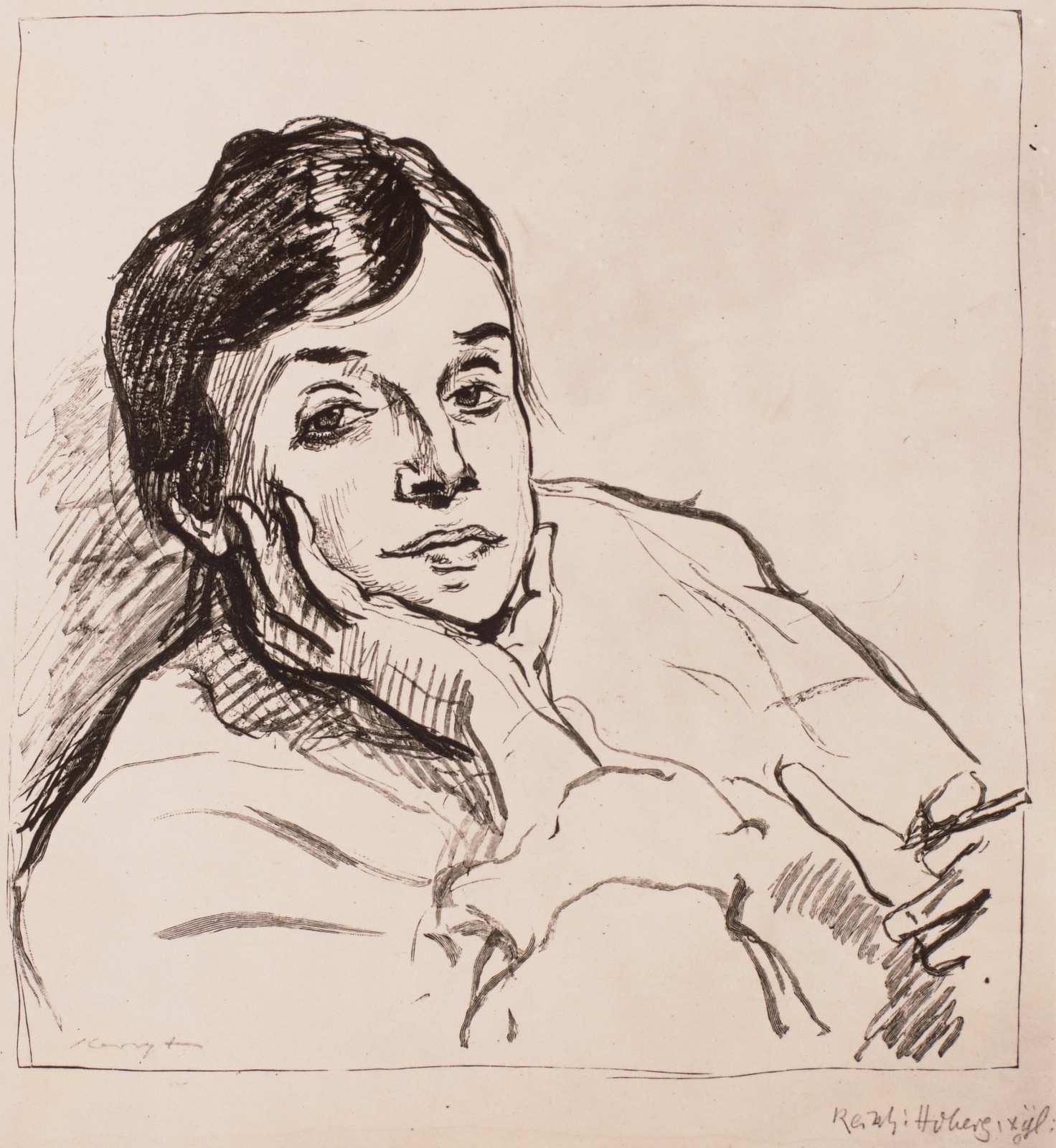
Max Slevogt: Reinhold Hoberg (Reinhold Hoberg xyl.)

Reinhold Hoberg (* 4. Oktober 1859 in Berlin; † 25. Februar 1932 in Zingst) war ein deutscher Maler, Graphiker und Illustrator.

## Leben
Reinhold Hoberg absolvierte ein Studium an der Akademie der Bildenden Künste in Berlin. Er lebte nacheinander in Leipzig, Antwerpen, Stettin, München, Hamburg und schließlich in Charlottenburg. Er malte zunächst Genrebilder, mit denen er ab 1888 mehrfach auf den Berliner Akademieausstellungen und den Großen Berliner Kunstausstellungen vertreten war. In München wandte er sich dem Holzschnitt zu und fertigte Holzschnitte für Zeitschriften, etwa für Fliegende Blätter, Simplicissimus und Jugend. Seine Reproduktionen und Originalholzschnitte wurden 1896 und 1897 im Münchner Glaspalast gezeigt.
Bekannt wurde er vor allem, als er in Berlin als Leiter der Panpresse von Paul Cassirer mit Max Liebermann und Max Slevogt in Kontakt kam und von deren Werken zahlreiche Nachschnitte für Mappenwerke fertigte. Er betätigte sich dann auch in den anderen graphischen Techniken. 1916 war er auf der Schwarz-Weiss-Ausstellung der Freien Secession Berlin mit sieben Werken vertreten. Nach dem Ersten Weltkrieg erwarb er ein kleines Haus in Zingst, wo er bis zu seinem Tod lebte, dort entstanden vor allem Seestücke. Reinhold Hoberg wurde auf dem Peter-Pauls-Friedhof in Zingst bestattet, das Grab ist nicht mehr vorhanden.

## Werke (Auswahl)
Gemälde
- Gemütlicher Frühschoppen, 1888
- Nesthäckchen, 1890
- Stillvergnügt, 1893
- Beschaulich, 1894
- „Unser täglich Brot gieb uns heute“, 1894
- Galgenvogel, 1905 (alle in Katalogen der Berliner Ausstellungen)
- Fürst Bismark. Brustbild. Nach dem Leben gez. Friedrichsruh, 27. Juli 1890.
- Strandeinsamkeit, um 1920

Holzschnitte/Illustrationen
- Marie Hinck: Die Rosenhütte. Erzählung, mit 59 Abb. von R. Hoberg. Geibel & Brockhaus, Leipzig 1892.
- Oskar Panizza: Aus dem Tagebuch eines Hundes. Verlag von Wilhelm Friedrich, Leipzig 1892 (Staatsbibliothek Berlin).
- Max Liebermann: 30 Holzschnitt-Zeichnungen. Mit einer Einführung von Willy Kurth, geschnitten von R. Hoberg, Fritz Heyder Verlag, Berlin-Zehlendorf 1922.[1]
- Max Liebermann: Bilder ohne Worte. 17 Holzschnitt-Zeichnungen. Mit einer Einführung von Willy Kurth, geschnitten von R. Hoberg, Fritz Heyder Verlag, Berlin-Zehlendorf 1922.
- Max Slevogt: Don Juan. Heiteres Drama in zwei Akten von Lorenzo Da Ponte. 24 Zeichnungen geschnitten von R. Hoberg, Verl. Fr. Gurlitt, Berlin 1921 (Digitalisat vom Mozarteum Salzburg – PDF 88,4 MB)[2]
- Illustrationen für Schulbücher der Verlage Crüwell in Dortmund, Diesterweg in Frankfurt am Main und Zickfeldt in Osterwieck am Harz (1924–1933).

Schwarz-Weiss-Ausstellung der Freien Secession, 1916
- Dorf an der Ostsee, Radierung
- Dorfstrasse, Radierung
- Verschneiter Graben, Holzschnitt
- Hinter dem Dorf, Holzschnitt
- Weg ins Dorf, Holzschnitt
- Am Strand, Radierung
- Ackerfeld, Holzschnitt[3]

Bücher (Autor)
- Die graphischen Techniken und ihre Druckverfahren. Eine Darstellung von Reinhold Hoberg. In: Fritz Gurlitt (Hrsg.): Das graphische Jahr. Band 2. Fritz Gurlitt Verlag, Berlin 1923.